# Poetica (Zeitschrift)
Poetica. Zeitschrift für Sprach- und Literaturwissenschaft. (Eigenschreibweise POETICA) ist eine komparatistische Zeitschrift, die 1966/67 von Hellmut Flashar, Karl Maurer, Ingrid Strohschneider-Kohrs und Ulrich Suerbaum an der Ruhr-Universität Bochum gegründet wurde.
Aus Karl Maurers Beschäftigung mit dem Russischen Formalismus ging die Idee zur Gründung hervor. Das Namensakronym geht auf die Gruppe OPOJAS (OПOЯЗ) zurück, die sich im Jahre 1916 in St. Petersburg formiert hatte (das Akronym lautet aufgelöst: общество изучения поэтического языка, „Gesellschaft zur Erforschung der poetischen Sprache“). Im programmatischen Vorwort zur ersten Ausgabe hebt der erste federführende Herausgeber Karl Maurer die komparatistische Grundidee der Zeitschrift hervor: „Gegenstand dieser Blätter ist […] die Betrachtung aller Sprache und Dichtung – als Sprache und als Dichtung.“ Jedes Mitglied des Herausgebergremiums fungierte als Fachherausgeber seiner jeweiligen Disziplin: Flashar vertrat die Klassische Philologie, Maurer die Romanistik, Strohschneider-Kohrs die Germanistik und Suerbaum die Anglistik. Die Gründer der Poetica waren überzeugt davon, „daß die Wissenschaft von der Sprache und der Dichtung eine Wissenschaft ist“.

## Aufbau
Zunächst erschien die Zeitschrift als Vierteljahresschrift mit einem Umfang von 120 bis 140 Seiten. Die Rubriken waren unterteilt in „Aufsätze“, „Text“, „Diskussion“, „Besprechung“ und „Büchereingang“.
Heute (2018) erscheint Poetica halbjährlich und der Umfang beträgt 500 Seiten pro Jahr. Jedes Heft ist unterteilt in die Rubrik „Forum“, in der grundsätzliche und aktuelle literaturwissenschaftliche Fragestellungen diskutiert werden, und in die Rubrik „Aufsätze“.
Die Herausgeber der Zeitschrift entscheiden im Peer-Review-Verfahren über die Aufnahme von Artikeln.

## Herausgeber
Die Hauptherausgeber der Zeitschrift waren Karl Maurer (1967–1986), Karlheinz Stierle (1987–2000) und Joachim Küpper (2001–2014).
Seit 2015 ist Andreas Kablitz (Romanistik und Komparatistik) verantwortlicher Herausgeber der Zeitschrift.
Die Fachherausgeber sind Andreas Höfele (Anglistik), Beate Kellner (Mediävistik), Heinrich Kirschbaum (Slawistik), Michael Lackner (Sinologie), Glenn W. Most (Klassische Philologie) und Inka Mülder-Bach (Neuere Deutsche Literatur).